# Albert Pierjac
Albert Jean Constant Guéroult dit Albert Pierjac, né à Caen le 25 septembre 1918 et mort à Cabourg le 16 avril 1999, est un acteur et un chanteur français.

## Biographie
Issu d’un milieu modeste normand, il obtient le 1er prix de diction et le 1er prix de comédie (à l’unanimité) en 1938 au conservatoire de Caen.
Démobilisé en 1941, il monte la troupe des "Jeunes comédiens de Basse Normandie" en 1942, sous l'égide de Jean Tiberty, directeur du théâtre municipal de Caen. Au mois de mai 1945, il monte à Paris et commence sa vie professionnelle de comédien.
De 1945 à 1946, il est animateur et imitateur dans différents cabarets parisiens : Le Collège Inn, Le Monico, Le Poulailler, Le Zodiac, Le Gypsis, Le Falbalas, Les Capucines, Le Parnasse, Le Carrousel, La Matelote, Le Bœuf sur le toit.
De 1946 à 1947 il part pour la Belgique et travaille dans de nouveaux cabarets : Le Grand Jeu, Le Pall Mall, Le Phare, Les Ambassadeurs, Le Buckingham, Le Palace, Le Bruxelles...

De 1948 à 1960, il retourne à Paris et participe à la création d’opérette à succès en tant que premier rôle comique. Parmi ces créations d’opérettes, on notera particulièrement : Le chanteur de Mexico ; Méditerranée, ou encore Le Secret de Marco Polo.

## Chanteur

### Opérette
- 1948 : Violettes impériales de Vincent Scotto au Théâtre Mogador pour le rôle de Loquito[1]
- 1950 : Annie du Far West d'Irving Berlin au Théâtre du Châtelet pour le rôle de Cossard
- 1950 : Pour Don Carlos, Musique de Francis Lopez et d'après le roman de Pierre Benoit, au Théâtre du Châtelet pour le rôle Edgar[2]
- 1951 : Le chanteur de Mexico, musique de Francis Lopez au Théâtre du Châtelet pour le rôle de Bilou
- 1954 : La toison d'or, musique de Francis Lopez au Théâtre du Châtelet pour le rôle de Ernest
- 1955 : Méditerranée, musique de Francis Lopez au Théâtre du Châtelet pour le rôle de Mimile
- 1957 : Naples aux baisers de feu, musique Francis Lopez au Théâtre Mogador pour le rôle de Raffaelo
- 1959 : Le secret de Marco Polo, musique de Francis Lopez au Théâtre du Châtelet pour le rôle de Pepino
- 1977 : L’œuf à voiles, musique de Guy Lafarge au Théâtre Graslin de Nantes pour le rôle de Baratinos[3]

## Filmographie

### Cinéma
- 1953 : La Belle de Cadix de Raymond Bernard : Manillon
- 1961 : Le Triomphe de Michel Strogoff de Victor Tourjanski : Ivan
- 1962 : Un clair de lune à Maubeuge de Jean Chérasse
- 1973 : Le monde était plein de couleurs d'Alain Périsson
- 1974 : La Grande Nouba de Christian Caza : le chauffeur de taxi
- 1975 : Vous ne l'emporterez pas au paradis de François Dupont-Midi
- 1978 : One, Two, Two : 122, rue de Provence de Christian Gion

### Télévision
- 1956 : Table ouverte connu aussi sous le nom de "La famille Anodin" série télévisée de Jean Nocher
- 1968 :  Gorri le diable, série télévisée de Jacques Celhay, Rodolphe-Maurice Arlaud et Jean Faurez
- 1976 : Nick Verlaine ou Comment voler la Tour Eiffel, série télévisée de Claude Boissol, épisode : Dans l'eau d'une piscine